# Conectores ópticos

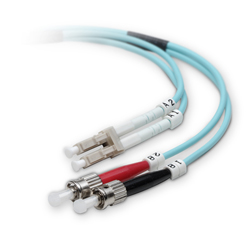
Conectores ópticos tipo LC e ST

Conectores ópticos são dispositivos que servem de interface entre a conexão da fibra óptica de um cabo com os dispositivos ativos instalados em uma rede de computadores.
Existem vários tipos de conectores ópticos tais como o conector ST (trava baioneta), o SC (trava ferrolho)e o MIC (Medium Interface Connector) usado em redes FDDI que traz as duas fibras presas em um mesmo conector evitando assim a conexão errada.